# Neoseiulus loxtoni
Neoseiulus loxtoni är en spindeldjursart som först beskrevs av Schicha 1979.  Neoseiulus loxtoni ingår i släktet Neoseiulus och familjen Phytoseiidae. Inga underarter finns listade i Catalogue of Life.